# Stazione di Lamezia Terme Nicastro
La stazione di Lamezia Terme Nicastro è una stazione ferroviaria posta sulla linea Lamezia Terme-Catanzaro Lido. Serve la circoscrizione comunale di Nicastro della città di Lamezia Terme.
La linea non è elettrificata e pertanto è servita da treni a trazione diesel.